# رن گالیمور
رن گالیمور (به انگلیسی: Ron Galimore) ژیمناست سابق اهل کشور ایالات متحده آمریکا است.